# Сала, Никола
Нико́ла Са́ла (итал. Nicola Sala; 7 апреля 1713 года, Токко-Каудио, Неаполитанское королевство — 31 августа 1801 года, Неаполь, Неаполитанское королевство) — итальянский композитор и музыкальный педагог и теоретик. Его имя носит консерватория в Беневенто.

## Биография
Никола Сала родился в Токко-Каудио, в Неаполитанском королевстве 7 апреля 1713 года. С 1732 по 1740 год учился в консерватории Пьета дей Туркини в Неаполе у Николы Фаго и Леонардо Лео. Во время учёбы написал свою первую оперу «Вологез» (итал. Vologeso) по либретто Апостоло Дзено, которая была поставлена в Риме в 1737 году. В 1745 году был принят на место капельмейстера в Королевскую капеллу в Неаполе. В 1760-е годы сочинил ещё несколько опер. Все они были поставлены на сцене театра Сан-Карло. Особенный успех у зрителей и критиков имела опера «Зенобия» (итал. La Zenobia) по либретто Пьетро Метастазио, премьера которой состоялась в 1761 году.
В 1787 году получил место второго маэстро в консерватории Пьета дей Туркини, где уже работал в течение почти полувека в качестве преподавателя, а с 1793 года по 11 октября 1799 года занимал место первого маэстро. Никола Сала был одним из самых известных музыкальных преподавателей своего времени. Его учениками были Гаспаре Спонтини, Фердинандо Орланди, Амброджо Минойя, Луиджи Карузо, Джакомо Тритто и Валентино Фиораванти. За время педагогической деятельности написал несколько учебников, в том числе «Практические правила контрапункта» (итал. Regole del contrappunto pratico), опубликованные в Неаполе в 1794 году.
Никола Сала умер в Неаполе 31 августа 1801 года.

## Творческое наследие
Творческое наследие композитора включает 4 оперы, несколько кантат и ораторий, сочинения церковной и камерной музыки, а также книги по теории музыки.